# شو هیراماتسو
شو هیراماتسو (انگلیسی: Shu Hiramatsu؛ زادهٔ ۲۰ نوامبر ۱۹۹۲) بازیکن فوتبال اهل ژاپن است.
از باشگاه‌هایی که در آن بازی کرده‌است می‌توان به باشگاه فوتبال آلبیرکس نیگاتا اشاره کرد.